# (1607) Mavis
(1607) Mavis – planetoida z pasa głównego asteroid okrążająca Słońce w ciągu 4 lat i 29 dni w średniej odległości 2,55 au. Została odkryta 3 września 1950 roku w Union Observatory w Johannesburgu przez Ernesta Johnsona. Nazwa planetoidy pochodzi od Mavis, imienia żony Jacobusa Albertusa Bruwera, południowoafrykańskiego astronoma. Przed nadaniem nazwy planetoida nosiła oznaczenie tymczasowe (1607) 1950 RA.